# Hàng rào điện

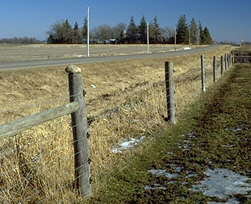
Các dây được gắn vào các cọc với lớp cách điện màu đen được nối điện

Hàng rào điện là một hàng rào sử dụng các cú sốc điện để ngăn chặn động vật và con người vượt qua một ranh giới. Điện áp của cú sốc có thể có các ảnh hưởng từ khó chịu đến mức gây tử vong. Hầu hết các hàng rào điện được sử dụng ngày nay để làm hàng rào nông nghiệp và các hình thức kiểm soát động vật khác, mặc dù chúng thường được sử dụng để tăng cường an ninh cho các khu vực nhạy cảm, như các cơ sở quân sự, nhà tù và các nơi nhạy cảm an ninh khác; tại đó điện áp gây chết người sẽ được sử dụng.

## Thiết kế và chức năng

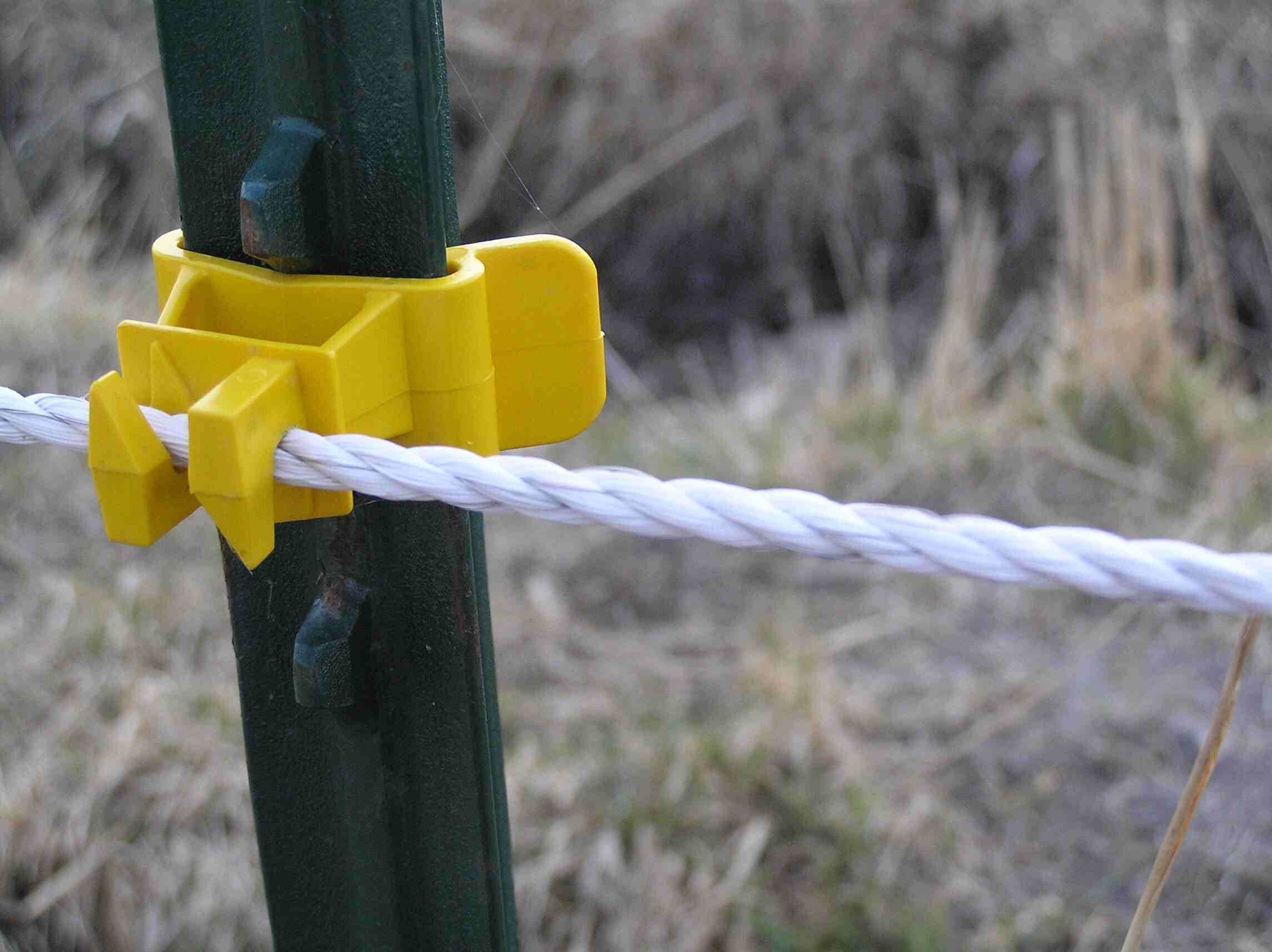
Chi tiết của một vật liệu hàng rào điện làm bằng dây tổng hợp với kim loại đan xen qua nó, được gắn vào một hàng rào thép với một chất cách điện bằng nhựa. Vật liệu này có thể nhìn thấy dễ dàng hơn dây, nhưng thường được sử dụng để làm hàng rào tạm thời.

Hàng rào điện được thiết kế để tạo ra một mạch điện khi chạm vào người hoặc động vật. Một thành phần được gọi là bộ cấp năng lượng chuyển đổi năng lượng thành một xung điện áp cao ngắn. Một đầu cực của bộ cấp điện sẽ giải phóng một xung điện dọc theo dây trần được kết nối khoảng một lần mỗi giây. Một thiết bị đầu cuối khác được kết nối với một thanh kim loại được cấy vào trái đất, được gọi là thanh tiếp đất hoặc que tiếp đất. Một người hoặc động vật chạm vào cả dây và trái đất trong một xung sẽ tạo thành một mạch điện và sẽ dẫn xung, gây ra một cú sốc điện. Tác động của cú sốc phụ thuộc vào điện áp, năng lượng của xung, mức độ tiếp xúc giữa người nhận và hàng rào và mặt đất và lộ trình của dòng điện qua cơ thể; nó có thể dao động từ hầu như không đáng chú ý đến khó chịu, đau đớn hoặc thậm chí gây chết người.

### Điện dùng cho hàng rào
Bộ sạc hàng rào dòng điện xoay chiều (AC) sớm đã sử dụng một máy biến áp và một công tắc điều khiển cơ học để tạo ra các xung điện. Các xung rất rộng và điện áp không thể đoán trước, với các đỉnh không tải vượt quá 10.000 volt và điện áp giảm nhanh khi rò rỉ điện trên hàng rào tăng. Bộ chuyển đổi điện xoay chiều sẽ dễ bị lỗi. Các hệ thống sau này đã thay thế công tắc bằng mạch trạng thái rắn, với sự cải thiện về tuổi thọ nhưng không thay đổi độ rộng xung hoặc điều khiển điện áp.
Bộ sạc hàng rào "Weed burner" đã phổ biến trong một thời gian và có xung đầu ra dài hơn sẽ phá hủy cỏ dại chạm vào hàng rào. Chúng gây nhiều vụ cháy cỏ khi được sử dụng trong thời tiết khô. Mặc dù vẫn có sẵn, chúng được ít sử dụng.
Hầu hết các hàng rào hiện đại phát ra các xung điện áp cao trong một khoảng thời gian nhất định và không tính đến việc có động vật hay người chạm vào dây dẫn, ngoại trừ bộ sạc hàng rào điện dựa trên hệ số nhân lưu trữ điện thế và điện áp cao phí của nó ngay khi một tải dẫn điện (động vật/người nối đất) chạm vào dây dẫn.